# Costora ebenina
Costora ebenina is een schietmot uit de familie Conoesucidae. De soort komt voor in het Australaziatisch gebied.